# Netze (Eder)
Die Netze ist ein 10,8 km langer, nördlicher und orographisch linker Zufluss der Eder im Landkreis Waldeck-Frankenberg in Nordhessen (Deutschland).

## Name
Der gleichnamige Ort Netze wird in seinen schriftlichen Erstbelegen Nezze (1216), Nezzehe (1219) und Necehe (1227) genannt. Der Name leitet sich wahrscheinlich vom germanischen *nata- für 'nass, wasserreich' ab. Die Endung -ehe stammt vom althochdeutschen Kollektivsuffix -ahi.

## Verlauf
Die Netze entspringt im Netzehügelland westlich des Alten Waldes, dem Südteil des Waldecker Waldes. Ihre Quelle liegt rund 500 m nördlich von Netze, einem Stadtteil von Waldeck. Sie befindet sich etwas nördlich der stillgelegten Ederseebahn (Korbach–Bad Wildungen), die nach deren 1995 erfolgten Stilllegung zwischen Korbach und Buhlen in den Ederseebahn-Radweg umgewandelt wurde, auf etwa 315 m ü. NHN.
In überwiegend südlicher Richtung verläuft die Netze etwas außerhalb der südwestlichen Grenze des Naturparks Habichtswald im Osten und unterhalb von Waldeck ein kleines Stück entlang der nordöstlichen Grenze des Naturparks Kellerwald-Edersee im Südwesten.
Etwa 200 m unterhalb ihres Ursprungs nimmt die Netze zwei sich kurz zuvor vereinigende Bachläufe auf, die aus nördlichen Richtungen vom Alten Wald heranfließen. Bei Netze unterquert sie zweimal den Ederseebahn-Radweg, um nach Durchfließen des Dorfs entlang des Radwegs und der B 485 leicht südwestwärts in Richtung der Waldecker Kernstadt zu verlaufen. Wenige Hundert Meter östlich der Stadt wendet sich der Bach erst nach Südosten und dann nach Süden und nimmt den von Nordosten kommenden Steinbach auf.
Hiernach fließt die Netze – ohne die Waldecker Kernstadt zu durchlaufen – östlich vorbei an der Hofwüstung Bodenhausen und an der Haltestelle der Ederseebahn „Waldeck-Ost“ in Richtung Buhlen, um nach dem Durchfließen dieses Edertaler Ortsteils nach Südosten zu verlaufen. Etwa 1,5 km südöstlich des Dorfs wird sie, wie auch die B 485, vom Buhlener Viadukt überbrückt, einer Brücke der einstigen Ederseebahn.
Schließlich durchfließt die Netze, den von Nordnordosten heranfließenden Eschgraben aufnehmend, die zu Mehlen (Gemeindeteil von Edertal) gehörende Wohnsiedlung Lieschensruh, um nahe dem südlichen Ortsrand in der Wegaer Ederaue zwischen den Ederflusskilometern 42,1 und 42 in den dort von Westen kommenden Fulda-Zufluss Eder zu münden.

## Wasserscheide
Das Quellgebiet der Netze liegt etwas südlich der Diemel-Eder/Fulda/Weser-Wasserscheide: Während sich die Netze, die in südliche Richtung fließt, über Eder und Fulda in die Weser entwässert, fließt die Watter, die auf der anderen, nördlichen Seite des im Heitzelberg bis zu 467,4 m hohen Bergkamms des Alten Waldes entspringt und nordwärts verläuft, über Twiste und Diemel in die Weser.

## Einzugsgebiet und Zuflüsse
Zu den Zuflüssen der Netze, deren Einzugsgebiet 29,04 km² groß ist, gehören flussabwärts betrachtet mit orographischer Zuordnung (l = linksseitig, r = rechtsseitig), Gewässerlänge und Mündungsort mit Netzebachkilometer:
- Fombach (r; 2,2 km), nahe der Netze-Quelle (km 10,6)
  - Maierbach (r; 1,55 km), nahe der Netze-Quelle (etwas oberhalb beim nordwestlichen Zufluss-km 0,05)
- Steinbach (l; 3,35 km), zwischen Netze und der Ederseebahn-Haltestelle Waldeck-Ost (km 5,6)
- Eschgraben (l; 1,15 km), in Mehlen-Lieschensruh (km 0,7)

## Sehenswürdigkeiten
Zu den Sehenswürdigkeiten an und unweit der Netze, die von den Wanderwegen Ederseeweg, Herkulesweg und Studentenpfad gekreuzt wird, zählen neben dem von Wäldern gesäumten Netzetal die Jagdstation Buhlen (bedeutende neolithische Siedlungsstätte des Neandertalers) in Edertal-Buhlen, das Buhlener Viadukt, das Schloss Waldeck und der Edersee.